# Inezia (dier)
Inezia is een geslacht van zangvogels uit de familie tirannen (Tyrannidae).

## Soorten
Het geslacht kent de volgende soorten:
- Inezia caudata – Salvins inezia
- Inezia inornata – Grijskopinezia
- Inezia subflava – Bruinkopinezia
- Inezia tenuirostris – Dunsnavelinezia